# Ramón Prieto Bances
Ramón Prieto Bances (Oviedo, 27 de novembre de 1889 - Oviedo, 3 de febrer de 1972) fou un jurista i polític asturià, va ser ministre d'Instrucció Pública i Belles arts durant la Segona República Espanyola, catòlic i republicà.

## Biografia
En els anys 1930 va ser assidu de les tertúlies que se celebraven en el Cafè Peñalba, situat al carrer Uría. Prieto arribaria a declarar que "vaig ser ministre perquè al Peñalba no es van assabentar a temps".
Catedràtic d'Història del Dret a les universitats de Múrcia, Salamanca i Oviedo va ocupar la cartera d'Instrucció Pública i Belles arts com a independent al govern que entre el 3 d'abril i el 6 de maig de 1935 presidiria Alejandro Lerroux. Després fou nomenat membre de la Junta d'Ampliació d'Estudis de la Residencia de Estudiantes.
L'esclat de la Guerra Civil Espanyola el va sorprendre a Madrid. Després que uns milicians el busquessin per matar-lo es va amagar a l'ambaixada britànica i es va exiliar fent classes a les universitats de Londres, Friburg i Coïmbra i després del seu retorn a Espanya patí un procés de depuració política per part de la Junta Tècnica de l'Estat que li va impedir recuperar la seva càtedra fins a l'any 1944 en què va obtenir la de Santiago de Compostel·la, para el 1947 recuperar la d'Oviedo on es jubilaria. Fou membre del Real Instituto de Estudios Asturianos des de 1955.
Des de 1975 un carrer d'Oviedo porta el seu nom.

## Obres
Publicà nombrosos articles a revistes especialitzades de dret i història
- Apuntes para el estudio del Señorío de Santa María de Belmonte (discurs, 1928-29)
- Las leyes visigodas (tom II de la Historia de España, dirigida per R. Menéndez Pidal)
- La explotación rural del dominio de San Vicente de Oviedo en los siglos X al XIII (1940).
- La legislación del Rey de Oviedo (a «Estudios sobre la Monarquía asturiana», 1949)
- La casería asturiana (a «Revista Crítica de Derecho Inmobiliario», 1942
- El orden público en Asturias en la época de los Reyes Católicos (Congreso de Historia de Aragón, Zaragoza, 1951)
- El origen de la sociedad de gananciales (Revista de la Academia Matritense del Notariado, Madrid, 1951)
- El «mortuarium» y el «mortuorium» en la Asturias medieval («Cuadernos de Historia de España», Buenos Aires, 1952)
- El mensaje de la Cruz de los Ángeles (discurs, 1955)
- El Derecho peninsular y el Derecho cristiano (Actas do Congresso Historico de Portugal Medievo, «Bracara Augusta», 1963)
- Casa y casería en la vieja Asturias (Coimbra, 1964)
- Derecho internacional y Derecho primitivo (1970)